# Okey
Az okey egy Törökországban igen népszerű táblajáték, a römi egy változata, melyet nem csak otthon, de kávéházakban is szívesen játszanak, illetve internetes változatai is vannak.

## Játékszabályok
Az okeyt 106 darab, fából készült négyzettel játsszák. A négyzeteken különböző színű számok szerepelnek 1-től 13-ig.  Minden számból nyolc darab van: két piros, két fekete, két sárga és két zöld. Ezen kívül van még két darab szám nélküli négyzet, melyet sahte okey-nek, azaz „hamis jokernek” hívnak. A játékot maximálisan négy fő játszhatja, mindig az órával ellentétes irányban haladva. A cél, hogy elfogyjon az összes négyzet. A játék során azonos színű, emelkedő számú vagy azonos számú, különböző színű négyzeteket kell kirakni, általában hármas (üçlü) vagy négyes (dörtlü) sort, és a lényeg, hogy a játékosnál a játék végén nem maradhat olyan négyzet, amiből nincs sora. Minden játékos 14 négyzetet kap, a többi az asztalon marad egy pakliban, ahonnan húzni lehet, egy négyzetet megfordítanak, hogy látható legyen a szám: ennél a számnál egy számmal nagyobb, de azonos színű négyzet lesz a joker (okey). Így például ha a piros 9-es a felfordított négyzet, akkor a piros 10-es lesz a jokernégyzet. 
Okey-készlet hiányában a játék két pakli franciakártyával is játszható, ilyenkor a szabályok némiképp módosulnak.